# Poszukiwacze świętej włóczni
Poszukiwacze świętej włóczni (niem. Die Jagd nach der heiligen Lanze) – niemiecki telewizyjny film przygodowy z 2010 roku. Kontynuacja filmu Kod Karola Wielkiego (2008); trzecią częścią cyklu byli Poszukiwacze Bursztynowej Komnaty (2012).

## Fabuła
Kuratorka muzeum Katharina Berthold i historyk Eik Meiers próbują odnaleźć profesora Bachmanna, który zaginął w tajemniczych okolicznościach. Wkrótce odkrywają, że zaginiony profesor prowadził poszukiwania Świętej Włóczni, którą Chrystus został przebity na krzyżu, i był bliski jej znalezienia. Porywacze profesora chcą dostać ten artefakt, gdyż jak głosi legenda, włócznia swojego właściciela czyni niepokonanym.

## Obsada
- Kai Wiesinger: Eik Meiers
- Bettina Zimmermann: Katharina Berthold
- Fabian Busch: Justus
- Hubert Mulzer: Professor Bachmann
- Sonja Gerhardt: Kriemhild Meiers (Krimi)
- Jürgen Prochnow: Baron von Hahn
- Rudolf Martin: Erlanger
- Christine Theiss: Judith

## Produkcja
Zdjęcia plenerowe kręcono w następujących lokacjach:
- Bawaria (mauzoleum Walhalla, kościół św. Bartłomieja nad Königssee);
- Berlin (Brama Brandenburska);
- Nadrenia-Palatynat (zamek Eltz);
- Nadrenia Północna-Westfalia (zamek Burg w Solingen, ogrody Uniwersytetu w Bonn);
- Saksonia (most Bastei w Saskiej Szwajcarii)[1].